# جولیا رامبالدی گویداشی
جولیا رامبالدی گویداشی (ایتالیایی: Giulia Rambaldi Guidasci؛ زادهٔ ۱۱ نوامبر ۱۹۸۶) بازیکن زن واترپلو اهل ایتالیا است.
وی در مسابقات کشوری و بین‌المللی در مجموع برندهٔ ۱ مدال طلا شده‌است.